# Giải bóng đá hạng nhất quốc gia Bỉ 1964–65
Đây là thống kê của Giải bóng đá hạng nhất quốc gia Bỉ mùa giải 1964-65.

## Tổng quan
Giải có sự tham gia của 16 đội, và R.S.C. Anderlecht giành chức vô địch.

## Bảng xếp hạng
| Vị thứ | Đội bóng                     | St | T  | H  | B  | BT | BB | Đ  | HS  | Ghi chú                                       |
| ------ | ---------------------------- | -- | -- | -- | -- | -- | -- | -- | --- | --------------------------------------------- |
| 1      | R.S.C. Anderlecht            | 30 | 24 | 3  | 3  | 87 | 22 | 51 | +65 | Tham gia 1965-66 European Cup.                |
| 2      | Standard Liège               | 30 | 15 | 9  | 6  | 50 | 34 | 39 | +16 | Tham gia 1965-66 European Cup Winners' Cup.   |
| 3      | Beerschot                    | 30 | 14 | 7  | 9  | 51 | 27 | 35 | +24 |                                               |
| 4      | R.F.C. Tilleur-Saint-Nicolas | 30 | 12 | 10 | 8  | 63 | 47 | 34 | +16 |                                               |
| 5      | K. Sint-Truidense V.V.       | 30 | 12 | 9  | 9  | 50 | 41 | 33 | +9  |                                               |
| 6      | R.F.C. de Liège              | 30 | 11 | 10 | 9  | 40 | 31 | 32 | +9  | Tham gia 1965–66 Inter-Cities Fairs Cup.      |
| 7      | Lierse S.K.                  | 30 | 14 | 2  | 14 | 50 | 49 | 30 | +1  |                                               |
| 8      | Beringen FC                  | 30 | 11 | 6  | 13 | 46 | 62 | 28 | -16 |                                               |
| 9      | Club Brugge K.V.             | 30 | 10 | 8  | 12 | 52 | 36 | 28 | +16 |                                               |
| 10     | Daring Club Bruxelles        | 30 | 9  | 10 | 11 | 36 | 53 | 28 | -17 | Tham gia Inter-Cities Fairs Cup 1965–66.      |
| 11     | Cercle Brugge K.S.V.         | 30 | 8  | 9  | 13 | 36 | 60 | 25 | -24 |                                               |
| 12     | La Gantoise                  | 30 | 6  | 13 | 11 | 37 | 45 | 25 | -8  |                                               |
| 13     | Royal Antwerp FC             | 30 | 8  | 8  | 14 | 27 | 60 | 24 | -33 | Tham gia 1965–66 Inter-Cities Fairs Cup.      |
| 14     | K Berchem Sport              | 30 | 7  | 10 | 13 | 30 | 48 | 24 | -18 |                                               |
| 15     | Royale Union Saint-Gilloise  | 30 | 7  | 8  | 15 | 32 | 58 | 22 | -26 | Xuống hạng Giải bóng đá hạng nhì quốc gia Bỉ. |
| 16     | KFC Diest                    | 30 | 6  | 10 | 14 | 40 | 54 | 22 | -14 | Xuống hạng Giải bóng đá hạng nhì quốc gia Bỉ. |